# 第40独立沿岸防衛旅団 (ウクライナ海兵隊)
第40独立沿岸防衛旅団（だい40どくりつえんがんぼうえいりょだん、ウクライナ語: 40-ва окрема бригада берегової охорони、略称：40 ОБрБО）は、ウクライナ海兵隊の旅団。第30海兵軍団隷下で、ヴォルィーニ州に旅団本部を置く。

## 歴史

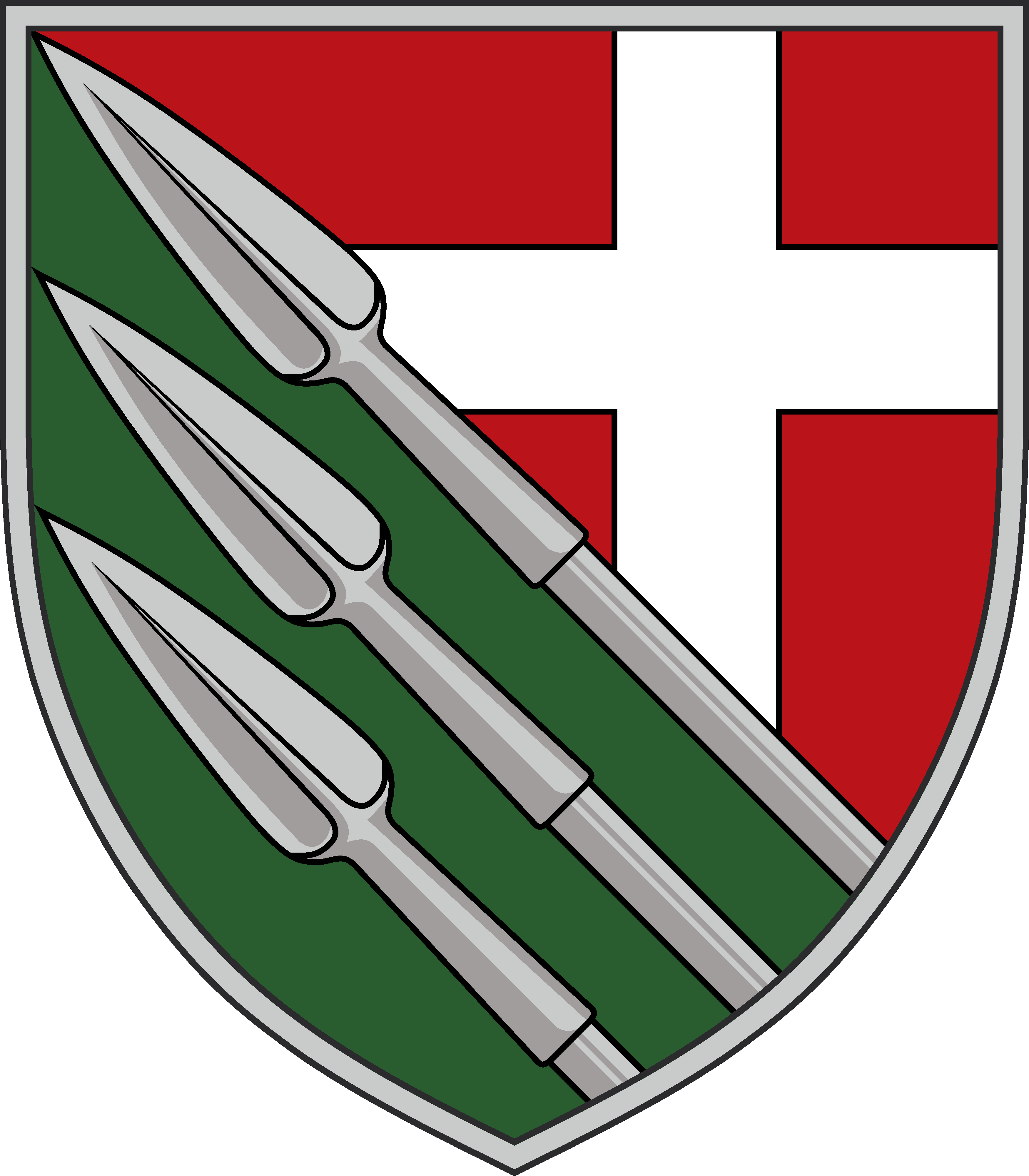
第150独立機械化旅団章

第150独立機械化旅団旗

ウクライナ陸軍第150独立機械化旅団として編成され、2023年10月に公表された新編5個旅団の1個で、10月17日までに編制段階にあり、北大西洋条約機構基準の訓練が施されている。なお、旅団のモットーや記章などは12月に公表された。
2024年12月、ウクライナ海兵隊に編入し、第40独立沿岸防衛旅団に改編され、2014年の第36独立沿岸防衛旅団以来10年ぶりの沿岸防衛旅団となった。

## 編制
2024年時点の編制は以下のとおりとなる。
- 旅団本部
- 第1機械化大隊
- 第2機械化大隊
- 第3機械化大隊
- 戦車大隊
- 旅団砲兵群
  - 群本部
  - 第1自走砲大隊
  - 第2自走砲大隊
  - ロケット砲隊
  - 対戦車隊
  - 目標捕捉隊
- 防空大隊
- 工兵大隊
- 兵站大隊
- 偵察中隊
- 通信中隊
- レーダー中隊
- 衛生中隊
- CBRN防護中隊

## 主要装備
旅団の主要装備として、以下のものを有する。
- T-64BV mod.2017（ウクライナ語版）
- BMP-1TS
- BMP-2
- BVP-2（ロシア語版）
- BRDM-2

## ギャラリー

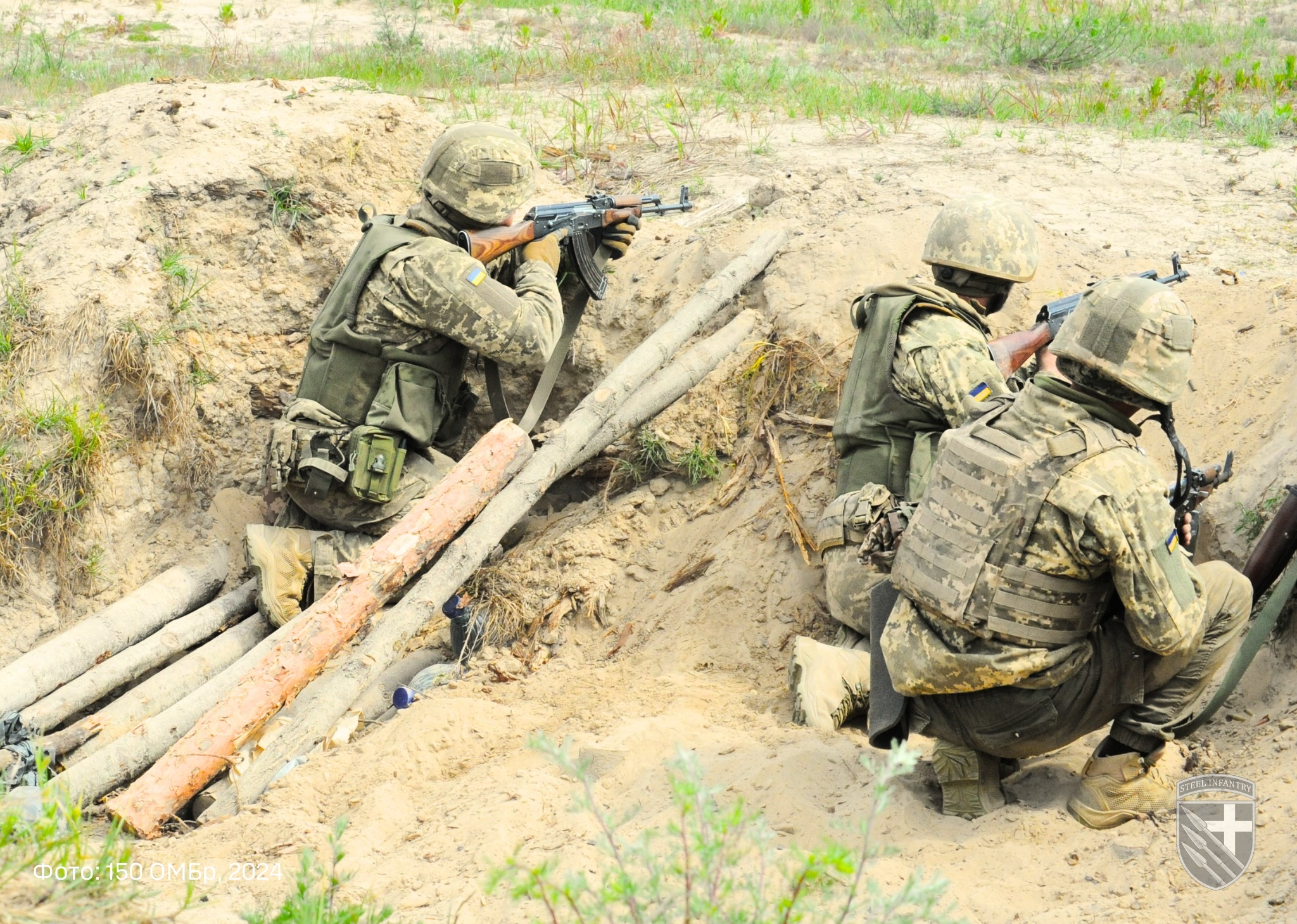
訓練中の第150独立機械化旅団の兵士
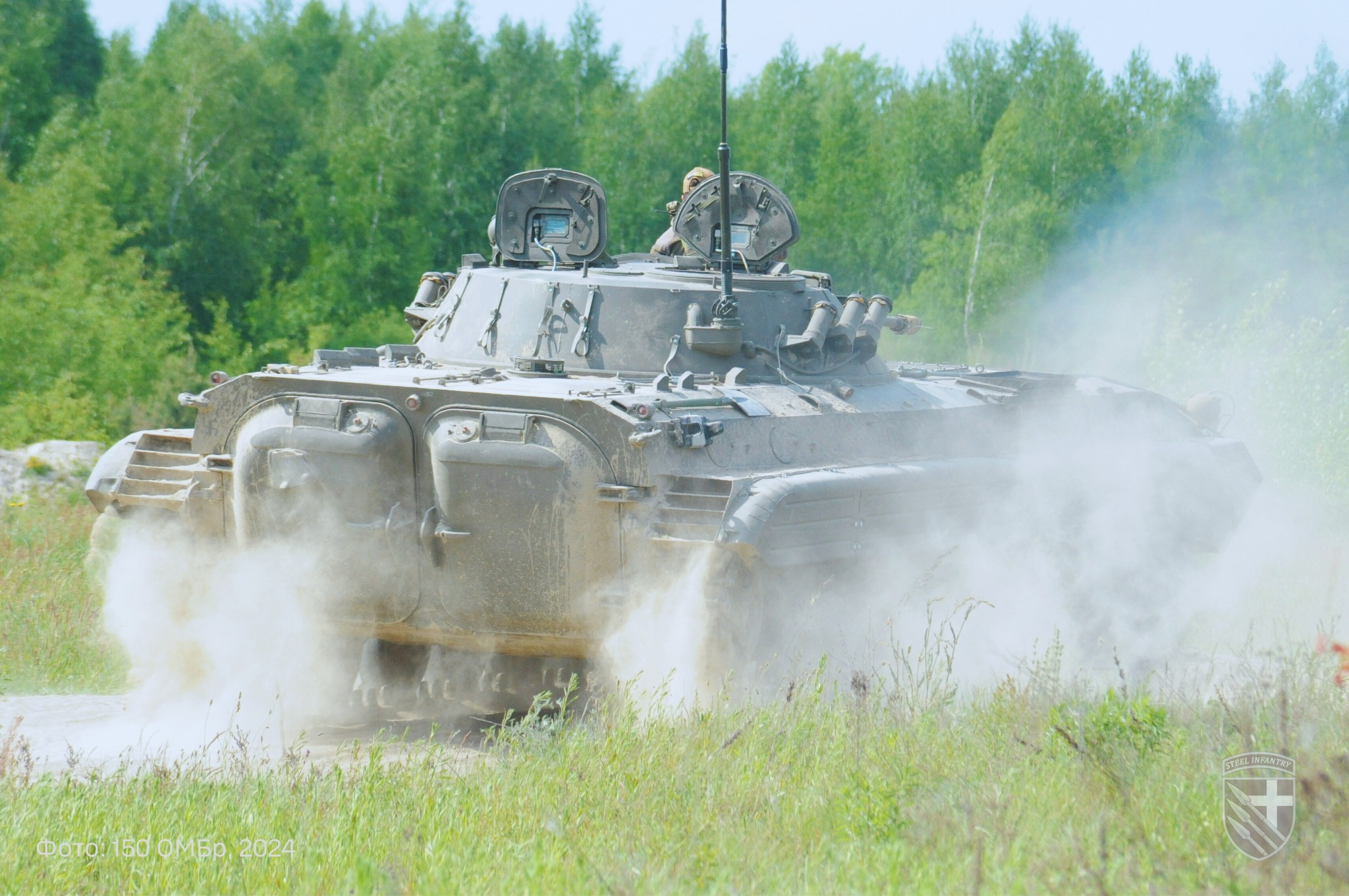
訓練中の第150独立機械化旅団のBMP-2